# Маткап
Матка̀път е ръчно задвижван режещ инструмент за пробиване на отвори в дърво или метал. Употребата му днес е изместена от появата на бормашината.
Класическият маткап, известен също като „Циганска бургия“ е само за дърво, като няма патронник за свредла, режещият връх е едно цяло с тялото на инструмента.